# Stephanie Kestner
Stephanie Kestner (* 29. März 1986 in Leipzig) ist eine ehemalige deutsche Volleyballspielerin.

## Karriere
Stephanie Kestner ist die Tochter des DDR-Nationalspielers Wolfgang Kestner. Ihre eigene sportliche Karriere begann sie bei ihrem Heimatverein SC Leipzig. 1998 ging sie nach Dresden, wo sie zunächst in der Nachwuchsmannschaft des VC Olympia ausgebildet wurde. Sie spielte auch in der Junioren-Nationalmannschaft. 2003 wurde die Karriere der jungen Außenangreiferin durch einen Kreuzbandriss unterbrochen. Trotzdem kam sie später ins Bundesliga-Team des Dresdner SC. Dort feierte sie 2007 mit der deutschen Meisterschaft und dem Einzug ins Finale des DVV-Pokals ihre ersten großen Erfolge. In den nächsten beiden Jahren folgten die Vizemeisterschaft und die erneute Teilnahme am Pokalfinale. 2010 war Kestner am größten Erfolg des DSC beteiligt, der neben dem DVV-Pokal auch den Challenge Cup gewann. Im gleichen Jahr erreichte sie mit der Militär-Nationalmannschaft das WM-Finale gegen Brasilien. 2011 wurde Dresden erneut Vizemeister. Allerdings erlitt die Außenangreiferin im März erneut einen Kreuzbandriss und musste im Februar 2012 ihre Volleyballkarriere beenden.